# Avstötning
Avstötning, även rejektion eller bortstötning,  syftar på avstötning av organ eller vävnad i samband med en transplantation. Det som sker är att mottagarens immunförsvar angriper den transplanterade vävnaden eller organet. Så fort immunförsvaret upptäcker antigener, proteiner som bland annat ligger som en hinna runt skadliga ämnen (till exempel cancerceller, gifter eller bakterier), går kroppen till attack mot dessa.
Under en transplantation kan immunförsvaret hos mottagaren av vävnaden eller organet känna av att kroppen har tillförts främmande organ eller vävnad. Detta kan leda till att vävnad, blod eller organ, som under det kirurgiska ingreppet har transplanterats, stöts bort. Ju mindre skillnaden är mellan donatorns och mottagarens antigener, desto mindre är risken för att en bortstötning sker.